# Agalliopsis serpula
Agalliopsis serpula är en insektsart som beskrevs av Kramer 1964. Agalliopsis serpula ingår i släktet Agalliopsis och familjen dvärgstritar. Inga underarter finns listade i Catalogue of Life.